# In Jackson Heights
Pour plus de détails, voir Fiche technique et Distribution.
In Jackson Heights est un documentaire américain réalisé par Frederick Wiseman et sorti en 2015. Il est consacré aux habitants du quartier new-yorkais de Jackson Heights en cours de transformation. Généralement acclamé,,, In Jackson Heights est considéré par le critique français Jean-Baptiste Morain comme un des plus beaux films de Wiseman.

## Synopsis
Dans ce documentaire, Frederick Wiseman filme les réunions des différentes communautés qui habitent le quartier new-yorkais de Jackson Heights : associations d'homosexuels, communautés juive, sud-américaine, transgenre, musulmane… Le film montre aussi des petits commerçants qui essayent de s'organiser contre la gentrification du quartier liée à la mise en place éventuelle d'un plan BID (Business Improvement Districts (en)). Quelques scènes sont consacrées à la marche des fiertés de Queens.

## Fiche technique
- Titre original : In Jackson Heights
- Réalisation : Frederick Wiseman
- Photographie : John Davey
- Son : Frederick Wiseman
- Montage : Frederick Wiseman
- Production : Frederick Wiseman
- Société(s) de production : Zipporah Films
- Société(s) de distribution : Sophie Dulac Distribution (France)
- Budget :
- Pays d'origine :  États-Unis
- Langue originale : anglais, espagnol, arabe
- Format : couleur1,85:1 — Stéréo
- Genre : documentaire
- Durée : 190 minutes
- Dates de sortie :
  - Italie : 4 septembre 2015 (Mostra de Venise)
  - États-Unis : 25 octobre 2015
  - France : 23 mars 2016

## Accueil

### Distinctions
- Mostra de Venise 2015 : Sélection fuori concorso (hors compétition)